# Svensk politik (tidning)
Svensk politik var ett tidigare namn på Centerpartiets officiella tidningsorgan. Den gamla tidningen Svensk politik var i hög grad ett offentligt organ för partiet och kunde jämföras med till exempel socialdemokraternas tidning Aktuellt i politiken .
När Svensk politik slogs samman med centerkvinnornas tidning Budkavlen bytte den namn till Focus och heter numera enbart C, vilket lett till förväxlingar med tidningen Se. C är dock mer att betrakta som ett rent medlemsblad. 